# Olumireggae
Helen Adaobi Obi  (nacida  el 5 de mayo  de 1975) en Lagos, Nigeria  (más popularmente conocida por su nombre artístico Olumireggae), es compositora y cantante nigeriana de reggae, highlife y afro-pop. Lanzó su álbum debut 'New Errand' en 2017. El álbum fue producido por Andrea Pierino Allione, quien también trabajó con Miriam Makeba y una de las diez leyendas del jazz más famosas, Paolo Conte. 
Olumireggae comenzó a bailar a la edad de 17 años a mediados de la década de 1990 en Sunday randevouz, un programa presentado por la Autoridad de Televisión de Nigeria (NTA), patrocinado por Limca brewries, dirigido por DJ Prince 2000.
En 2017 fue honrada como embajadora de Aid People Change. En 2021, ganó los premios de música BMI por sus dos canciones "Mama Africa" y "My Heart".